# Источни Тимор
Источни Тимор (тет. ; порт. Timor-Leste), или званично Демократска Република Источни Тимор (тет.) је острвска држава у југоисточној Азији. Обухвата источни део острва Тимор у Малајском архипелагу, два мања суседна острва и енклаву Окуси-Амбено у западном делу Тимора, која је индонежанском територијом одвојена од матице. Граничи се са Индонезијом на западу. Дужина те границе износи 228 km. Од обала Аустралије, Источни Тимор одваја Тиморско море. Цело острво Тимор има површину од 30.777 km², од чега Источном Тимору припада 14.874 km².
Клима на острву је тропска, врућа и влажна, са сушним и кишним периодом године.
Главни и службени језик народа Источног Тимора је тетум, аустронезијски језик, који је претрпео јак утицај португалског језика. Португалски је такође званични језик. Енглески и индонежански језик имају статус пословних језика.

## Географија

### Положај
Источни Тимор се на западу граничи са Индонезијом. Површина државе износи 15.410,0 km².

## Историја

### Португалска колонизација
Острво Тимор је колонизовала Португалија још у 16. веку, а 1702. године Холандија их је потиснула на источни део острва који је остао португалска колонија готово три стотине година. Током португалске владавине већина становника Источног Тимора прешла је на католичку веру, те је верска припадност учинила Тиморце различитим од становника околних острва, као и западног дела Тимора, везујући их уз западну цивилизацију. За разлику од португалског дела острва, Португалског Тимора, западни део острва је до средине 20. века заједно са целом данашњом Индонезијом био под холандском колонијалном влашћу, а на њему је већина становника исламске вере.
У Другом светском рату, током почетне фазе рата 1942. године Тиморци су помагали западне савезнике у борбама против Јапанаца које су се водиле на острву и знатно су допринели томе да аустралијска војска спречи очекивану инвазију Аустралије. Након аустралијског повлачења, Јапанци су спровели одмазду над локалним становништвом, па је током јапанске окупације више од десет посто становника Тимора убијено. Португалци су након завршетка Другог светског рата поновно успоставили своју власт на источној страни острва.
Средином 20. века Португалијом је доминирао режим Антонија Салазара који је био противник повлачења из колонија, па је велики талас деколонизације у свету с почетка 1960-их година потпуно заобишао португалске колоније. Након Салазарове смрти, у априлу 1974. уследио је војни удар демократског крила португалских оружаних снага који је убрзо довео до рестаурације демократије у земљи. Демократски процес у матици рефлектовао се и на политику према колонијама, па је Португалија следеће године почела да напушта своје колоније. Због заузетости збивањима у Анголи и Мозамбику, Португалија је 1975. године де факто напустила Источни Тимор. Суочени с изненадним нестанком португалске власти, неколико постојећих острвских политичких покрета желело је уједињење са западном половином острва, док је највећи покрет Фреитлин (Револуционарни фронт независног Источног Тимора) заговарао останак у конфедерацији са Португалијом. Политичке разлике су биле до те мере екстремне да је током године међу њима дошло до оружаних сукоба, па и до краткотрајног грађанског рата на острву. Наиме, на индонежански подстицај покрет УДТ, вођен намером Џакарте да у своју корист експлоатише ситуацију на Источном Тимору, покушао је да силом преузме власт на острву. У сукобима је Фреитлин однео превагу, али уз велике цивилне жртве и бег неколико хиљада људи у суседну Индонезију.

### Индонезијска окупација
У новембру 1975. године покрет Фреитлин објавио је независност Источног Тимора под називом Демократска Република Источни Тимор (Republica Democrática de Timor-Leste), те је нову државу дипломатски признало девет углавном мањих земаља међу којима нису биле кључне земље - Португалија, Индонезија и Аустралија. Девет дана касније након проглашења независности Источни Тимор је окупирала индонежанска војска. Окупација изведена под кодним називом Операција Комодо извршена је крајње брутално, тако да је већ од фебруара 1976. убијено неколико десетина хиљада цивила и сломљен је покушај отпора индонежанској војној власти. Џакарта је уместо Фреитлинове владе инсталирала марионетску владу састављену од чланова покрета супротстављених Фреитлину.
Индонезија је игнорисала дипломатске протесте Португалије и резолуцију Већа сигурности Уједињених народа којом је затражено повлачење с источне половине острва, али се Џакарта никада није суочила са међународним санкцијама због инвазије. Сухарто је пред домаћом и страном јавношћу окупацију Источног Тимора интерпретирао као легитимну војнополицијску акцију којом је готово три деценије након стицања независности исправљена вековна колонијална неправда. Индонезија је истицала наводне везе покрета Фреитлин са Кином и комунистичку идеолошку профилацију покрета, због чега се на поступак Џакарте у западним земљама гледало као на ликвидацију комунистичког утицаја у регији у самом зачетку, упркос томе што је Португалија изворни члан НАТО савеза. У јулу 1976. године индонежанска је окупација и формално правно довршена након што је Џакарта анексирала Источни Тимор као своју двадесет и седму државу под називом Тимор Тимур.
Индонезија је владала Источним Тимором жељезном руком. Бројни политички противници режима у Џакарти убијени су у егзекуцијама или затварани без суђења. Становништву су ускраћивана елементарна људска права, а хиљаде источнотиморских жена присилно је стерилизовано ради смањивања раста локалне популације. Због систематског усељавања из других делова Индонезије, аутохтона популација Источног Тимора претворена је у мањину. Упркос годишњем природном прирасту од два посто и досељавању из других делова Индонезије, број становника Источног Тимора је са 688 хиљада пре инвазије спао на 550 хиљада, колико је имао 1980. године. На удару снага сигурности нашла се и мала кинеска заједница од двадесетак хиљада људи која живи на Источном Тимору.
Најтеже раздобље индонежанске владавине Источним Тимором трајало је од децембра 1975. до 1980. године, када је војска интензивно изводила операције чишћења широм острва. Источни Тимор је био одсечен од остатка света те је чак и Црвеном крсту допуштен улазак тек четири године након инвазије. Војно крило тиморског покрета Фреитлин ФАЛИНТИЛ, које је располагало са двадесетак хиљада лоше наоружаних људи, од почетка окупације у неприступачним је тиморским џунглама пружало отпор индонежанској војсци, што је само појачало државну репресију. Помоћ у оружју и војну обуку припадници покрета су добивали из Португалије, захваљујући чему је покрет успео да одржава герилску активност све до 1999. године.
Иако је већина злочина индонежанске војске била почињена изван досега јавности и страних медија, некима су ипак сведочиле телевизијске камере. Тако је током уличних протеста у новембру 1991. године у главном граду Дилију пред двојицом америчких новинара убијено више од четири стотине демонстраната, о чему је снимљен и документарни филм који је наишао на снажне одјеке у западним земљама, посебно у Португалији и суседној Аустралији. Организација Амнести интернашонал је годинама извештавала о тешким кршењима људских права укључујући убиства, затварања и тортуре, али влада у Џакарти је на оптужбе одговарала тврдњом како су почињени злочини последица недостатка дисциплине у појединим војним постајама, а не организоване владине кампање. Запостављање питања Источног Тимора у светској јавности поновно је привремено прекинуто 1996. године, након што су Нобелову награду за мир поделили тиморски бискуп Карлос Филипе Хименес Бело и локални мировни активиста Жозе Рамос Орта.

### Независност
Након избијања велике економске кризе у Индонезији и силаска Сухарта с власти 1998. године, Индонезија и Португалија су постигли споразум око аутономије Источног Тимора, чиме је локално становништво добило могућност самоуправе на подручју спољних послова и одбране. Договор је истодобно представљао и најважнији корак унапред у односима Индонезије и Португалије након две деценије напетости. Након што је нови индонежански председник Бачарудин Јусуф Хабиби неочекивано дао зелено светло, у августу 1999. на Источном Тимору је под супервизијом Уједињених народа одржан референдум о будућности подручја, на којему се већина од чак 78% бирача определила за независност. Већ сама најава одржавања и каснији резултати референдума покренули су нову лавину насиља проиндонежанске милиције које је подржавала војска, те нови талас напада на заговорнике самосталности Источног Тимора у којему је убијено око две хиљаде људи. Желећи да заустави ескалацију насиља, међународна заједница је успоставила војну мисију ИНТЕРФЕТ с око десет хиљада војника коју је предводила Аустралија. Та је мисија почела крајем септембра 1999. и трајала до фебруара 2002. године, када је власт пренета на УН-ову администрацију.
У мају 2002. године Источни Тимор је и формално постао независан као Демократска Република Тимор Лесте. Португал је одмах признао тиморску независност, а земља је у септембру 2002. примљена и у Уједињене народе. Међутим, прве године источнотиморске самосталности протичу у знаку унутрашњих нестабилности.

## Становништво
На Источном Тимору живи 1.143.667 становника, углавном у ширем подручју главног града Дилија.
Становници Источног Тимора су претежно малајско-полинежанског порекла. Највише је припадника народа Тетум (око 100.000 људи) који живе на северној обали и око главног града. Други по бројности су припадници народа Мамбае (око 80.000 људи) који живе око централних планина.

### Религија
На попису из 2010. 96,9% процената становника су католици, 2,2% су протестанти, 0,3% муслимани а 0,5% су припадници осталих конфесија.

## Административна подела
Источни Тимор је подељен на 13 округа.

## Привреда
Источни Тимор једна је од најсиромашнијих земаља света. Бруто национални производ је 2003. износио око 400 милиона америчких долара, што чини 500$ по становнику годишње. До 2005, БНП је порастао на 800$ по становнику, али се овај пораст тумачи углавном иностраним субвенцијама. Око 70% привредних капацитета је уништено у периоду индонезијске власти. Привреда се заснива углавном на пољопривреди, нарочито производњи кафе. У индустрији је запослено 5% становништва. У сиромаштву живи 42% становника (податак из 2002).